# Prentice Mulford

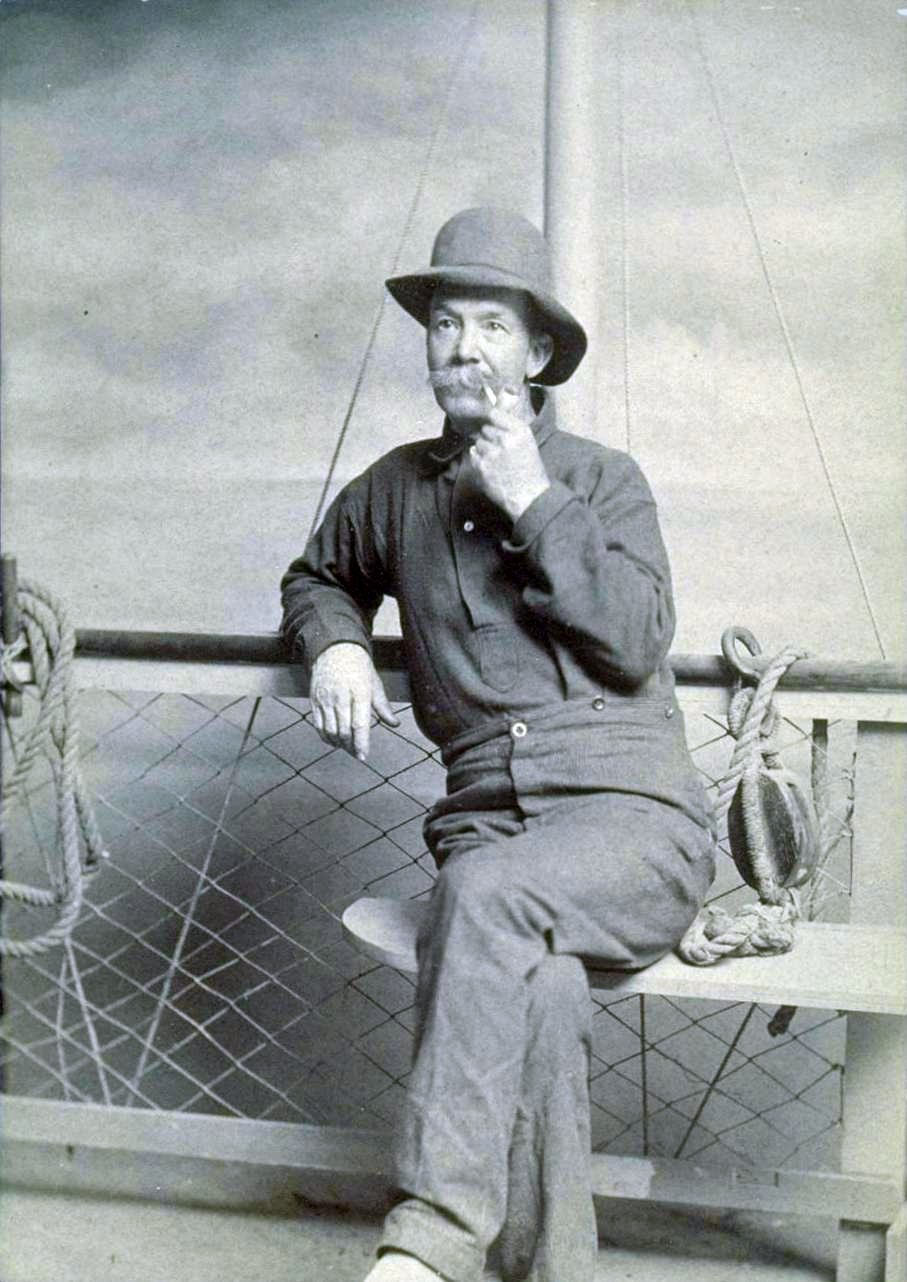
Prentice Mulford

Prentice Mulford (n. 5 aprilie 1834, Sag Harbor, Long Island — d. 27 mai 1891, Long Island) a fost un scriitor umorist american.
A schimbat multe ocupații de-a lungul vieții, de la marinar, căutător de aur, bucătar, profesor, jurnalist, politician, scriitor. La 16 ani s-a îmbarcat pe clipper-ul Wizzard, ca marinar. A ajuns în California, la San Francisco. A urmat o perioadă în care a fost căutător de aur.
La vârsta de 29 de ani a publicat primul său articol. Apoi a lucrat pentru mai multe ziare. 
În cele din urmă a publicat seria eseurilor sale, "Forțele tale și cum să le folosești" care sunt încununarea existenței sale și a carierei lui literare. Patru volume din scrierile sale au fost publicate la Editura Leda din Cluj-Napoca, 
Prentice Mulford, Scrieri, vol. I,  Prentice Mulford, Scrieri, vol. II, 
Prentice Mulford, Scrieri, vol. III  Prentice Mulford, Scrieri, vol. IV. 
Credința lui Prentice Mulford este că omenirea are puterea să se elibereze de condiționările materiale și să se înalțe spre o stare mai înaltă a existenței, că omul poate să se elibereze de suferință, de boală, de griji, pe măsură ce se apropie tot mai mult de spiritul divin. 
Mulford consideră că omul, prin gândurile lui, este cel care crează situațiile pe care le întâlnește.
Dacă persiști în a cultiva imaginea succesului, fără a renunța, ci gândind într-un mod plin de speranță, îți vei atrage succesul în tot ce întreprinzi. Primul pas pentru a obține succesul e ca mai întâi să îl trăiești ca stare de spirit, și el se va materializa apoi în toate situațiile cu care te confrunți.
Puterea Supremă ne are în grija ei, la fel cum are și Soarele și sistemele infinite ale lumilor din spațiu. Maturizându-ne continuu în a recunoaște înțelepciunea sublimă și inepuizabilă, trebuie să ne deprindem tot mai mult să atragem spre noi din acea înțelepciune, să o facem parte din noi înșine, și astfel să ne înnoim și să ne reînnoim mereu. Ceea ce înseamnă sănătate mereu mai bună, putere tot mai mare de a ne bucura de tot ceea ce există, tranziție graduală spre o stare mai înaltă a ființei și dezvoltarea puterilor pe care nici nu știm că le avem. Prentice Mulford